# Yevgueni Bassouline
Yevgueni Dmitievitch Bassouline (en russe : Евгений Дмитриевич Басулин) est un aviateur soviétique, né le 3 octobre 1917 et décédé le 23 mars 1957. 
Pilote de chasse et as de la Seconde Guerre mondiale, il fut distingué par le titre de Héros de l'Union soviétique.

## Carrière
Yevgueni Bassouline est né le 3 octobre 1917 dans le village de Vazerki, dans l'actuelle oblast de Penza. En 1932, il est diplômé du premier cycle du secondaire à Penza puis il dans une école technique pour apprendre la mécanique. 
Il entra dans l’Armée rouge en 1935, et reçut son brevet de pilote à l'école militaire de l'Air d'Orenbourg en 1938.
Il rejoignit le front en 1942. En tant que lieutenant (starchii leïtenant) et chef d’escadrille au 239e régiment de chasse aérienne (239.IAP), équipé de chasseur Lavotchkine La-5, il prit part à la bataille de Stalingrad, au cours de laquelle, le 12 novembre 1942, s'attaquant à 5 transports Junkers Ju 52, il en abattit au moins 2.
En 1943, il participa à la bataille de Koursk, en juillet, puis à la libération de l'Ukraine. En 1945, promu au grade de capitaine (kapitan), il prit le commandement d'une escadrille du 181e régiment de chasse aérienne de la Garde (181.GuIAP).
Démobilisé en 1946, il est décédé le 23 mars 1957 à Rostov-sur-le-Don.

## Palmarès et distinctions

### Tableau de chasse
Yevgueni Bassouline est crédité de 14 victoires homologuées, dont 13 individuelles et 1 en coopération, obtenues au cours de 25 combats aériens.
Autre total : 20 victoires homologuées, dont 15 individuelles et 5 en coopération, obtenues au cours de 400 missions et plus de 30 combats.

### Décorations
- Héros de l'Union soviétique le 28 septembre 1943 (médaille no 1210)
- Ordre de Lénine
- Ordre du Drapeau rouge
- Ordre de la Guerre Patriotique de 2e classe
- Ordre de l'Étoile rouge
- Médaille des services distingués au combat